# Bahnhof Groß Karben
Der Bahnhof Groß Karben liegt an Streckenkilometer 178,4 der von Kassel über Marburg und Gießen nach Frankfurt am Main führenden Main-Weser-Bahn. Er befindet sich rund einen Kilometer vom namensgebenden Ort entfernt am Ortsrand des Karbener Stadtteils Kloppenheim.
Anders als der Name des Karbener Stadtteils Groß-Karben wird der Bahnhofsname ohne Bindestrich geschrieben.

## Geschichte
Mit der Eröffnung der Teilstrecke der Main-Weser-Bahn von Frankfurt nach Friedberg ging der Bahnhof Groß-Karben am 10. Mai 1850 in Betrieb. Die gesamte Strecke der Main-Weser-Bahn von Kassel bis Frankfurt wird seit dem 15. Mai 1852 befahren.
Am 28. Januar 1907 kam es am Taunusbrunnen unmittelbar nördlich des Bahnhofs zu einem schweren Eisenbahnunglück mit einem Toten und zwei Schwerverletzten.
Südlich des Bahnhofs zweigte in östlicher Richtung ein Industrieanschlussgleis zum heutigen Gelände der Continental Automotive Systems ab, welches heute nicht mehr genutzt wird und teilweise zurückgebaut wurde.
Seit dem 28. Mai 1978 wird der Bahnhof Groß-Karben von der S-Bahn-Linie S6 der S-Bahn Rhein-Main angefahren.

## Empfangsgebäude
Das Empfangsgebäude des Bahnhofs, ein traufständiges Gebäude mit zwei Geschossen mit risalitartigem Querbau, ist im Bereich der Wetterau das einzige, das noch aus der Entstehungszeit der Main-Weser-Bahn stammt und dessen ursprüngliches Erscheinungsbild bewahrt wurde. Es ist als Kulturdenkmal nach dem Hessischen Denkmalschutzgesetz eingestuft.

## Betrieb

### Bahn
Bis April 2023 erfolgte die Betriebsdurchführung durch das im Bahnhofsgebäude befindliche Relaisstellwerk vom Typ Dr S2 mit H/V-Lichtsignalen. Seitdem ist der Groß-Karbener Bahnhof Teil des elektronisches Stellwerks Bad Vilbel (Bauform ESTW L90), wodurch sich das verwendete Signalsystem zum Ks-Signalsystem änderte. Der Bahnhof verfügt über drei Bahnsteiggleise an zwei Bahnsteigen (Seiten- und Mittelbahnsteig). Er wird ausschließlich von der S-Bahn-Linie S6 der S-Bahn Rhein-Main angefahren. Die S-Bahnen fahren werktags im 11–19-Minuten-Takt von Friedberg bzw. Groß-Karben über Bad Vilbel und den City-Tunnel Frankfurt bis zum Frankfurter Südbahnhof. Jeder zweite Zug beginnt und endet dabei in Groß-Karben auf dem mittig gelegenen Ausweichgleis. Samstags, sonn- und feiertags, sowie in den werktäglichen Morgen- und Abendstunden, verkehren die S-Bahnen im 30-Minuten-Takt von Friedberg nach Frankfurt Süd.
| Linie | Verlauf | Takt   |
| ----- | --- | ------ |
| S6    | Friedberg (Hess) – Bruchenbrücken – Nieder-Wöllstadt – Okarben – Groß Karben – Dortelweil – Bad Vilbel – Bad Vilbel Süd – Frankfurt-Berkersheim – Frankfurt-Frankfurter Berg – Frankfurt-Eschersheim – Frankfurt-Ginnheim – Frankfurt (Main) West – Frankfurt am Main Messe – Frankfurt (Main) Galluswarte – Frankfurt (Main) Hbf tief – Frankfurt (Main) Taunusanlage – Frankfurt (Main) Hauptwache – Frankfurt (Main) Konstablerwache – Frankfurt (Main) Ostendstraße – Frankfurt (Main) Lokalbahnhof – Frankfurt (Main) Süd – Frankfurt (Main) Stresemannallee – Frankfurt-Louisa – Neu-Isenburg – Dreieich-Buchschlag – Langen Flugsicherung – Langen (Hess) | 30 min |

Regional-, Fern- und Güterzüge fahren ohne Halt durch den Bahnhof.

### Bus
Am Bahnhofsvorplatz befindet sich ein kleiner ZOB, von dem folgenden Busse abfahren:
| Linie | Verlauf |
| ----- | --- |
| X27   | Königstein – Kronberg Opel-Zoo – Oberursel – Bad Homburg – Ober-Erlenbach – Petterweil – Groß Karben – Nidderau Heldenbergen Bahnhof |
| 72    | Groß Karben – Burg-Gräfenrode – Ilbenstadt – Assenheim – Bruchenbrücken – Friedberg Bahnhof                                          |
| 73    | Groß Karben Gesamtschule (KSS) – Groß Karben – Petterweil (– Rosbach – Ober-Rosbach)                                                 |
| 74    | Groß Karben – Groß Karben Gesamtschule (KSS) – Rendel (– Gronau – Bad Vilbel)                                                        |
| 75    | Groß Karben (abendlicher AST-Verkehr Mo–Fr 21:00–1:30, Sa 18:00–1:30, So 18:30–23:30)                                                |

Der Schienenersatzverkehr der S-Bahn fährt in der Robert-Bosch-Straße ab, rund 300 Meter vom Bahnhof entfernt.

## Zukunft
Zwischen Frankfurt West und Friedberg teilen sich S-Bahn, Regional-, Fern- und Güterverkehr die zwei Gleise der Main-Weser-Bahn. Um den Betrieb zu entzerren, sollte die Strecke in diesem Bereich bis voraussichtlich 2016 in zwei Abschnitten auf vier Gleise ausgebaut werden. Der Abschnitt Frankfurt–Bad Vilbel wurde 2024 in Betrieb genommen, am weiteren Ausbau der Strecke bis Friedberg wird aber festgehalten.